# Aeroportul Internațional Chengdu Tianfu
Aeroportul Internațional Chengdu Tianfu (IATA: TFU, ICAO: ZUTF) este un aeroport din Lujia⁠(d), Jianyang⁠(d), Chengdu, Sichuan, Republica Populară Chineză ce deservește zona Chengdu. Aeroportul a fost tranzitat în 2023 de 44.786.032 de pasageri. A fost numit după zona deservită.
Situat la o altitudine de 440 m, aeroportul dispune de o singură pistă.